# قائمة الجماعات المسلحة في الحرب الأهلية الجزائرية
أثناءالحرب الأهلية الجزائرية ظهرت العديد من المجموعات المسلحة. أغلبها كام معارضًا للحكومة آنذاك
معظم المعارضين للحكومة :
- الجماعة الإسلامية المسلحة (الجيا)
- الحركة الإسلامية المسلحة (الميا)
- الجبهة الإسلامية للجهاد المسلح (الفيدا)
- الرابطة الإسلامية للدعوة والجهاد (LIDD)
- حركة الدعوة والجهاد الإسلامي (MIPD)
- جيش الإسلامي الإنقاذ (الآياس)
- حركة الدولة الإسلامية (MEI)
- الجماعة السلفية للدعوة والقتال (GSPC)
- التكفير والهجرة

لكن البعض يدعمها :
- منظمة الشباب الجزائريين الأحرار (OJAL)